# Opius nigricolor
Opius nigricolor är en stekelart som beskrevs av Fischer 1960. Opius nigricolor ingår i släktet Opius och familjen bracksteklar. Inga underarter finns listade i Catalogue of Life.